# Монклассіко
Монклассіко (італ. Monclassico) — колишній муніципалітет в Італії, у регіоні Трентіно-Альто-Адідже,  провінція Тренто. З 1 січня 2016 року Монклассіко є частиною новоствореного муніципалітету Дімаро-Фольгарида.
Монклассіко розташоване на відстані близько 510 км на північ від Рима, 35 км на північний захід від Тренто.
Населення — 913 осіб (2014).

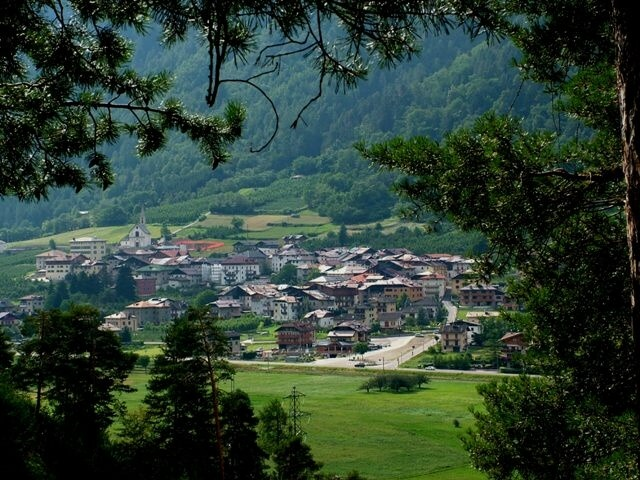

Щорічний фестиваль відбувається 26 червня. Покровитель — San Vigilio.

## Демографія
Населення за роками:

Станом на 31 грудня 2014 року в муніципалітеті офіційно проживало 157 іноземців з 13 країн, серед них 113 громадян країн Євросоюзу.

## Сусідні муніципалітети
- Клес
- Кров'яна
- Дімаро
- Маль